# Saint-Martial-Viveyrol
Saint-Martial-Viveyrol – miejscowość i gmina we Francji, w regionie Nowa Akwitania, w departamencie Dordogne. Nazwa miejscowości pochodzi od imienia św. Marcjalisa.
Według danych na rok 1990 gminę zamieszkiwało 267 osób, a gęstość zaludnienia wynosiła 21 osób/km² (wśród 2290 gmin Akwitanii Saint-Martial-Viveyrol plasuje się na 912. miejscu pod względem liczby ludności, natomiast pod względem powierzchni na miejscu 896.).